# Парсонсверг (Мериленд)
Парсонсверг (енгл. Parsonsburg) насељено је место без административног статуса у америчкој савезној држави Мериленд.

## Демографија
По попису из 2010. године број становника је 339.
| Група             | 2000.    | 2010.       |
| Белци             | 0 (0,0%) | 287 (84,7%) |
| Афроамериканци    | 0 (0,0%) | 34 (10,0%)  |
| Азијати           | 0 (0,0%) | 1 (0,3%)    |
| Хиспаноамериканци | 0 (0,0%) | 8 (2,4%)    |
| Укупно            | 0        | 339         |